# یوسف کارو
یوسف کارو (عبری: יוסף קארו‎؛ ۱۴۸۸ – ۲۴ مارس ۱۵۷۵) فیلسوف، نویسنده، و ربی اهل امپراتوری عثمانی بود.